# سانتياغو كالاترافا
سانتياغو كالاترافا فايس (بالإسبانية: Santiago Calatrava Valls، ولد في 28 يوليو 1951، بلنسية، إسبانيا) مهندس معماري ونحات إسباني، معروف عالمياً بمشاريعه ذو الطابع المستقبلي مثل محطات السكك الحديدية والجسور، والتي لها دائماً حلول هيكلية فريدة. مكتبه الرئيسي يقع في زيورخ بسويسرا، المكاتب الأخرى تقع في باريس ونيويورك وأماكن أخرى حول العالم. من أشهر مشاريعه مدينة الفنون والعلوم في بلنسية وجسر ألاميو في إشبيلية ومجمع أثينا الأولمبي الرياضي ودار الأوبرا في جزر الكناري.

## الحياة المهنية
كانت حياة كالاترافا المهنية في أول حياته المعمارية مكرسة لحد كبير لتصميم الجسور محطة ومحطات القطار وقد كان برج الاتصالات في برشلونة في العام 1992 نقطة تحول في حياته المهنية، مما أدى إلى مجموعة واسعة من النقد والنقاش. وقد كان مشروع متحف الفن ميلووكي (Milwaukee Art Museum) كان أول بناء له بالولايات المتحدة. بدأ كالاترافا دخول عالم تصميم المباني شاهقة الارتفاع مع تصميم مبتكر ل 54 طابقاً ارتفاع برج بتحريف، في مبنى الجذع المتحول (Turning Torso)، في مالمو، السويد. يصمم كالاترافا حالياً محطة القطار المستقبلية - مركز التجارة العالمي للنقل هوب - في البرجين في مدينة نيويورك.

## الأسلوب
أسلوب كالاترافا يجمع بين مفهوم الهندسة المعمارية والتفاعل مع مبادئ الهندسة الإنشائية ،أسلوبه شخصي جداً مستمد من دراسات عديدة للعالم الطبيعي وغالبا ما تكون أشكال أعمالة مستوحاة من الهياكل الموجودة في الطبيعة. يعتبر من أحد أهم المعماريين الإسبان، التي تضم فيليكس كانديلا وأنطونيو غاودي.

### عمارة وتكنولوجيا

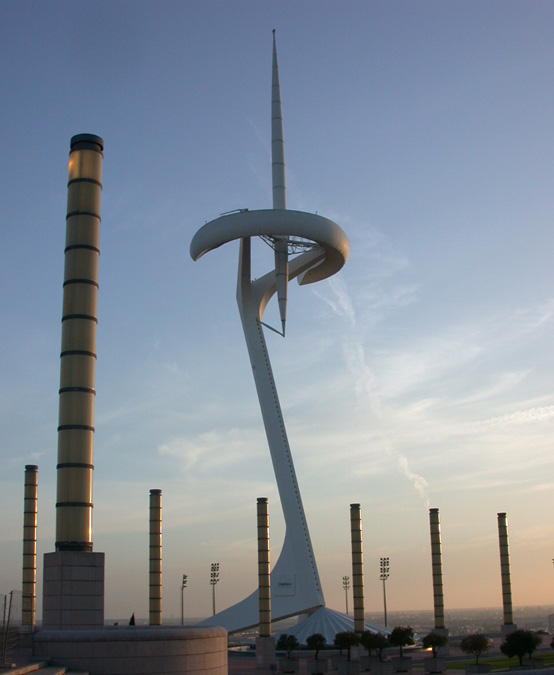
برج الاتصالات في برشلونة.

أعماله تبدو وكأنها ترمي إلى تنفيذ أكبر قدر ممكن من القدرات التقنية والجمالية والأسلوبية، براعة فنية راقية في البناء. في جسور كالاترافا يبدو واضح الاتصال بين طريقتين مختلفتين تجعل المستخدم يتمتع بالعمارة التكنولوجيا معاً.
يستخدم هذين العنصرين بنفس النهج والكثافة التعبيرية واحد يأتي من التدريب في مجال الهندسة الإنشائية، والأخر تأتي لأنه مهندس معماري.
كالاترافا يستفيد من التقنيات والمواد المبتكرة، يحب الاختراع. ولكن هذا الابتكار ليس من محض الخيال، بل له جذور من تكوين المهندس في وطنه. وقد يكون هناك اعترض لان ذلك لم ينعكس في أنماط الهياكل والتي تشكل حتما تقليد للطبيعة من خلال الأدوات التكنولوجية المتاحة الآن للرجل المعاصر.
في أوائل مهنته، معروف تأثير أعمال لي كوربوزيه على كالاترافا. ولكن هذا التأثير لم يسفر عنه أشكال مقلدة، لأن أسلوب كالاترافا فريدة ويسهل التعرف عليها. في أعمال كالاترافا غالبا ما يبدو بوضوح أنة يقترض أشكال الطبيعة الصعبة. ومن المرجح أن علاقته الفنية كنحات قد أدت على نحو ما إلى أغناء مرجعة المعماري بالبلاستيكية وتعلم أيضاً كيفية إعطاء الاستقرار للأحجام الصلبة.

## أعماله

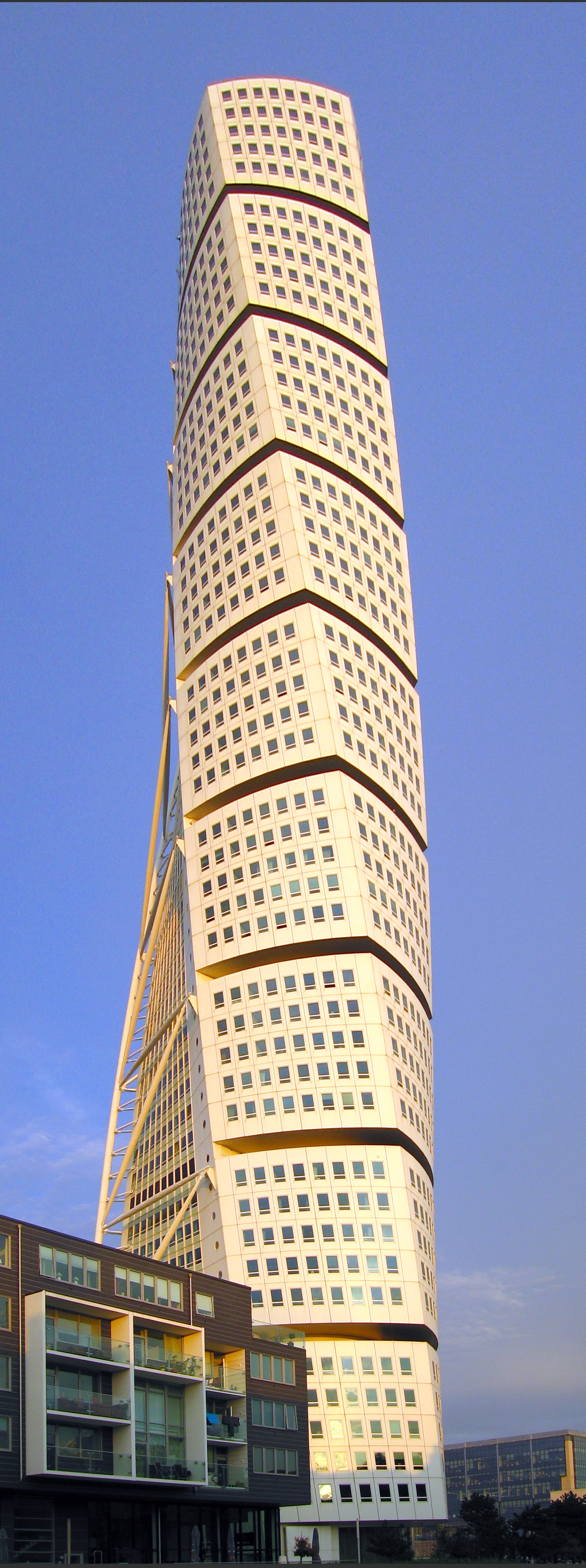
الجذع المتحول في السويد.

- ابتداء من عام 1983 بدأ أول أعمالة في محطة سكة حديد ستادلهوفين في زيوريخ وفي جسر باخ دي رودا في برشلونة.
- استمر نشاطه في عام 1984 في قاعة موسيقى مركز بارينمات الشعبي في سويسرا
- في 1987 استلم جائزة أوكست بيريت يو.أي.إيه في مجال العمارة والتكنولوجيا التطبيقية
- في 1987-1992 عمل أيضاً في تورونتو، كندا، لتحقيق ساحة مغطاة ب.سي.أي بليس
- في 1988-1991 جسر لوسيتانا في مريدا.
- في عام 1989، بدأ محطة للسكك الحديدية لمطار ليون ساتولاس، فرنسا
- في 1990 جسر في شرق لندن، بريطانيا.
- واحد من أحدث مشاريعه هو ناطحة سحاب سكنية مؤلفة من إثني عشر منزلاً في شكل مكعب واحد مكدسة واحد فوق الآخر. منازل ترتفع على طول المحور الرئيسي وفقاً لحجم كل واحد حتى يتسنى لكل منهم سقف. تصميم تاونهاوس في السماء (townhouse in the sky) جلب زبائن أغنياء جداً على استعداد لدفع ثلاثين مليون دولار أمريكي لكل مكعب. وسيتم بناءة في نيويورك في حي البورصة مقابل نهر إيست ريفر (East River)
- 1987 جسر ألاميو في إشبيلية لمعرض 92 (Expo'92): يتكون الجسر من عمود واحد يقوم، عن طريق 13 كابلات، بدور الثقل الموازن للجسر الذي طولة 200 متراً. هناك تصميم مماثل لهذا الجسر وهو جسر الساعة الشمسية صمم في عام 2004 في ريدينغ (كاليفورنيا).
- في السنوات ال90 هناك العديد من المشاريع مثل جسر المشاة كامبو فولانتين فوت بريج في بلباو. في عام 1991، الجناح الكويتي في إشبيلية (دائماً لExpo'92). وجسر ألاميدا في بلنسية. وأيضاً في 1992 مشروع لتحويل الريتشستاد في برلين، ومشروع قصر المعارض في سانتا كروث دي تينيريفه، جزر الكناري.
- في 1993-1998 مشروع محطة في لشبونة
- 1996 جسر في البندقية.
- واحد من أكثر الأعمال الرمزية لكالاترافا موجودة في المنطقة الجنوبية الشرقية من بلنسية وهو متحف للعلوم، الذي هو جزء من برنامج أوسع يضم "مدينة الفنون والعلوم"، ويتألف هيميسفيريك (Hemisferico) قصر أخبار والأعلام. مركزاً للمعارض، إمكانية استضافة المئات من الزوار مساحتة 30.000 متر مربع.

### قيد الإنشاء

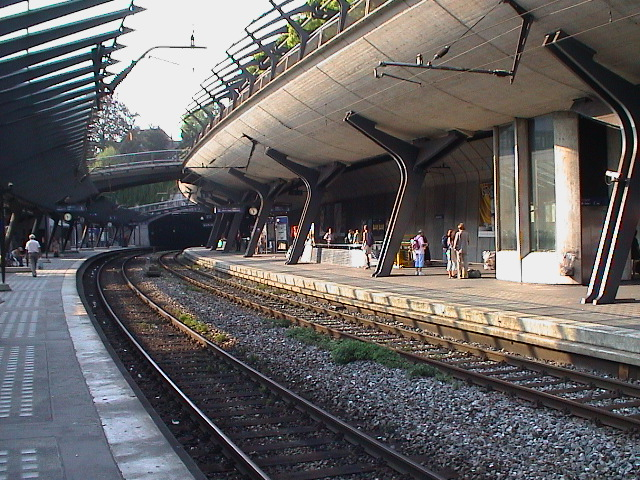
محطة سكة حديد ستادلهوفين.

- مركز التجارة العالمي للنقل هوب (World Trade Center Transportation Hub)، نيويورك، الولايات المتحدة الأمريكية
- مركز أتلانتا السمفونية (Atlanta Symphony Center)، أتلانتا، الولايات المتحدة الأمريكية
- تينيريفي أوبرا (Auditorio de Tenerife)، منطقة جزر الكناري، إسبانيا
- محطة القطار فائق السرعة (Stazione TGV)، لييج، بلجيكا
- برج شيكاغو المدبب (Chicago Spire)، شيكاغو، الولايات المتحدة
- محطة ريدجو إيميليا (Stazione di Reggio Emilia AV) للقطارات عالية السرعة بين ميلانو وبولونيا، وريدجو إيميليا، إيطاليا
- محطة خروج ريدجو إيميليا (Casello autostradale di Reggio Emilia) للشارع السريع A1، ريدجو إيميليا، إيطاليا
- المدينة الرياضية (روما) (Città dello sport)، روما، إيطاليا

## النقد
يجمع النقاد والمراقبون في كل أرجاء العالم بأن كالاترافا يمثل حالة فريدة في عالم الفن المعماري. ذلك أنه منذ أكثر من عشرة سنوات كان موضع جدل عالمي حول إنتاجه وحول فكره، أنما ما يميز المهندس أولاً كونه مهندساً معمارياً ومهندساً مدنياً في آن واحد، فضلاً عن كونه رساماً ونحاتاً من الطراز الأول.
منذ عام 1979 حتى يومنا هذا أنجز كالاترافا حوالي 200 مشروع تم تنفيذ أكثر من 60 منها. تكمن قوة مشاريعه بكونها توافق بين الفكر التمثيلي والفكر الابتكاري من ناحية والمعرفة التقنية من ناحية أخرى، لقد ابتكر كالاترافا أبجدية معمارية شكلية وفضائية تجسد فنه في أبعاده الثلاثة وفي الوقت عينه، تحمل هذه الأبجدية شحنة قوية من الرموزية فهو يعترف بأن كل مشروع من مشاريعه هو بمثابة اختبار حيث يغدو المشروع ذاته عنصراً اشكالياً وبحثاً فنياً في آن واحد، وهذا ما يسمح له بالانكباب بفعالية على التعقيدات المعاصرة ليس بواسطة نمطية معمارية معينة بل من خلال مشاريع يرديها مثالية بحيث أنها إشارات جديدة من السهل التعرف عليها ضمن محيطها المدني الشاسع. وبالفعل تظهر مشاريع كالاترافا رغبته أولا بجعل الفن المعماري فناً معترفاً به من قبل المجتمع وثانياً برغبته بمنح العمل المعماري والعمل الفني المعاصرين هوية قوية، فبالرغم من كون مهندساً فريداً من نوعه فهو يذكرنا بكبار المهندسين المدنيين الذين شهدهم القرن العشرين من أمثال إيغل ونيرفي (Pier Luigi Nervi)، بيد أنه وبفعل التقنيات المتاحة في عصرنا ذهب كالاترافا بعيداً في نحت تصاميمه ما جعله يحمل، لدى الكثير، لقب المهندس النحات.
يستخدم كالاترافا المسطح بطريقة كلاسيكية فالمسطح بالنسبة له هو عنصر أساسي لتنظيم الفضاء بشكل عقلاني بينما يعتبر المقطع كمولد لشكلية المبنى المعقدة، إن المقطع هو العنصر الجمالي الذي يمنح المبنى جماليته.

## جوائز نالها
- 1979 جائزة بيريت
- 1990 الميدالية الفضية للبحوث والتقنية (Médaille d´Argent de la Recherche et de la Technique)، في باريس
- 1992 مؤسسة لندن الهيكلية للمهندسين - ميدالية ذهبية
- 1993 تورونتو - جائزة البلدية للتصميم الحضري
- 1996 الميدالية الذهبية للتفوق في الفنون الجميلة من غرناطة، وزارة الثقافة
- 1999 جائزة أمير أستورياس في الفنون
- 2000 جائزة التفوق في الفنون من ميدوز كلية فنون التصميم، الجامعة الميثودية الجنوبية
- 2006 جائزة في الفنون من المجلس للفنون في معهد ماساتشوستس للتكنولوجيا، (معهد ماساتشوستس للتكنولوجيا)
- 2006 درجة فخرية بالهندسة من معهد الفنون التطبيقية رينسيلار
- 2006 الموافقة المسبقة عن علم على الميدالية الذهبية تعيين بوصفها رائدا عالميا للغدا من قبل المنتدى الاقتصادي العالمي في دافوس
- 2007 حاز على جائزة الهندسة المعمارية الوطنية الإسبانية

## معرض صور

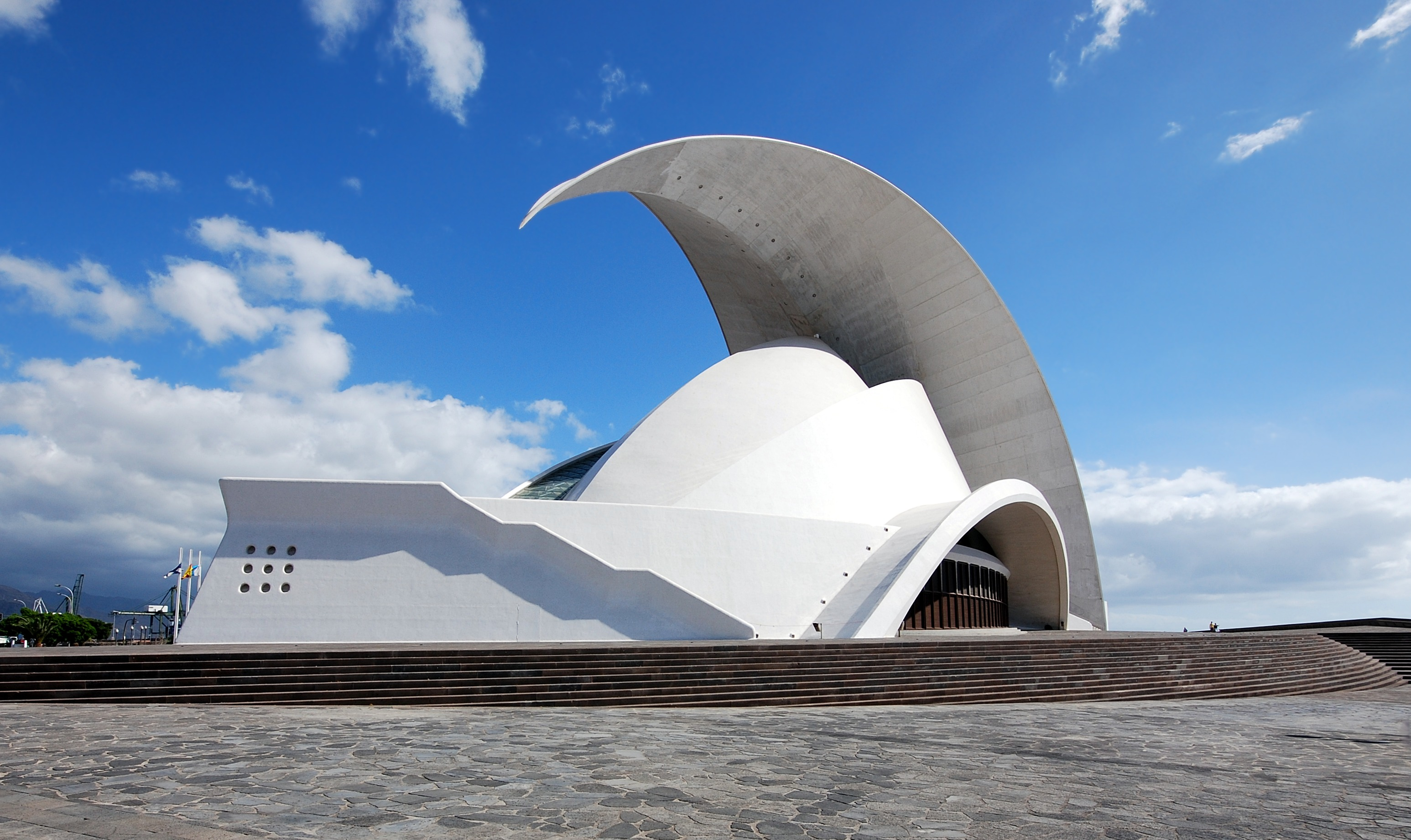
دار الأوبرا في جزر الكناري، إسبانيا
مدينة الفنون والعلوم في بلنسية، إسبانيا
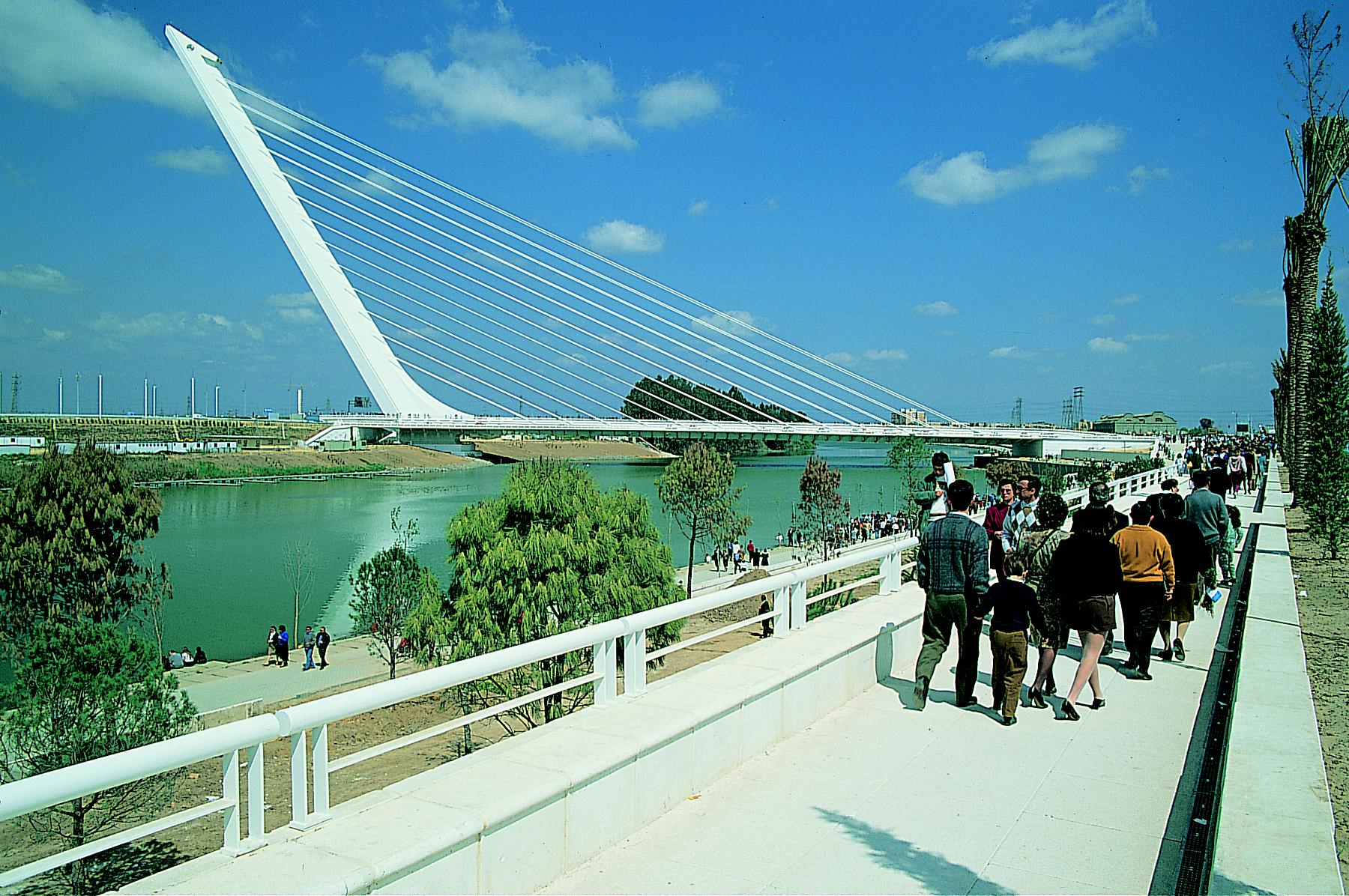
جسر الاميلو في إشبيلية، إسبانيا
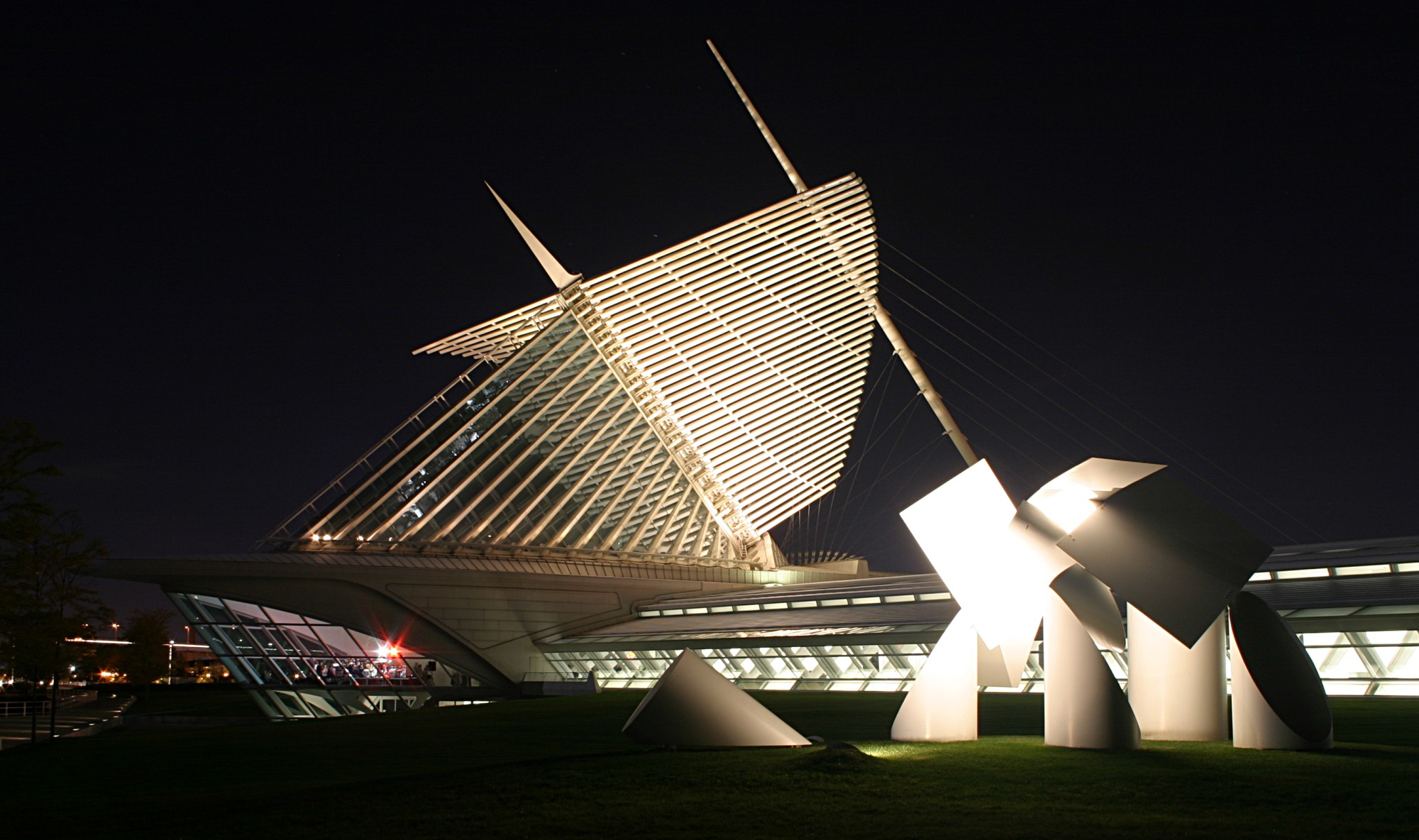
متحف ميلكوي للفنون في الولايات المتحدة
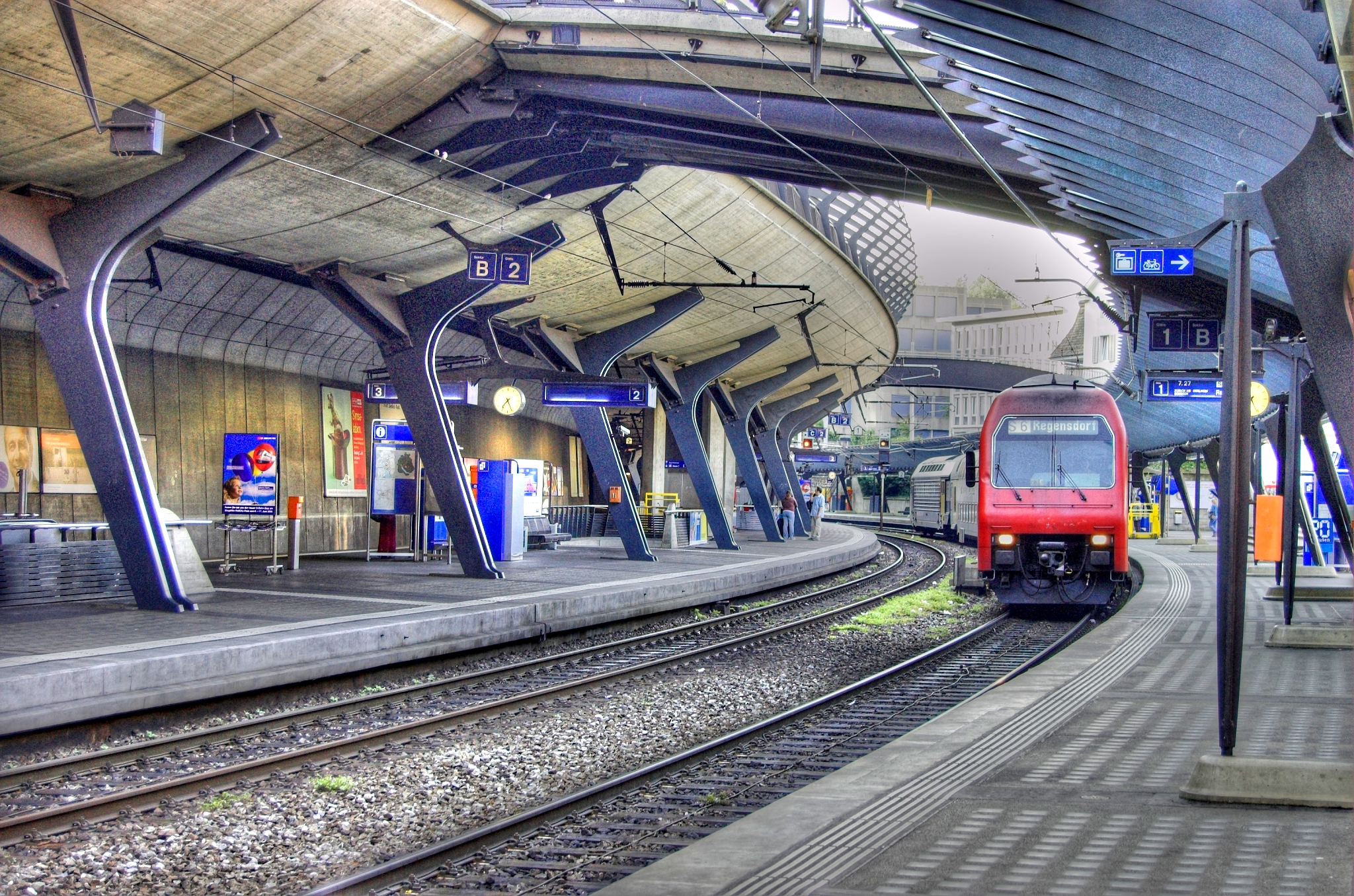
محطة سكة حديد ستادلهوفين زيورخ
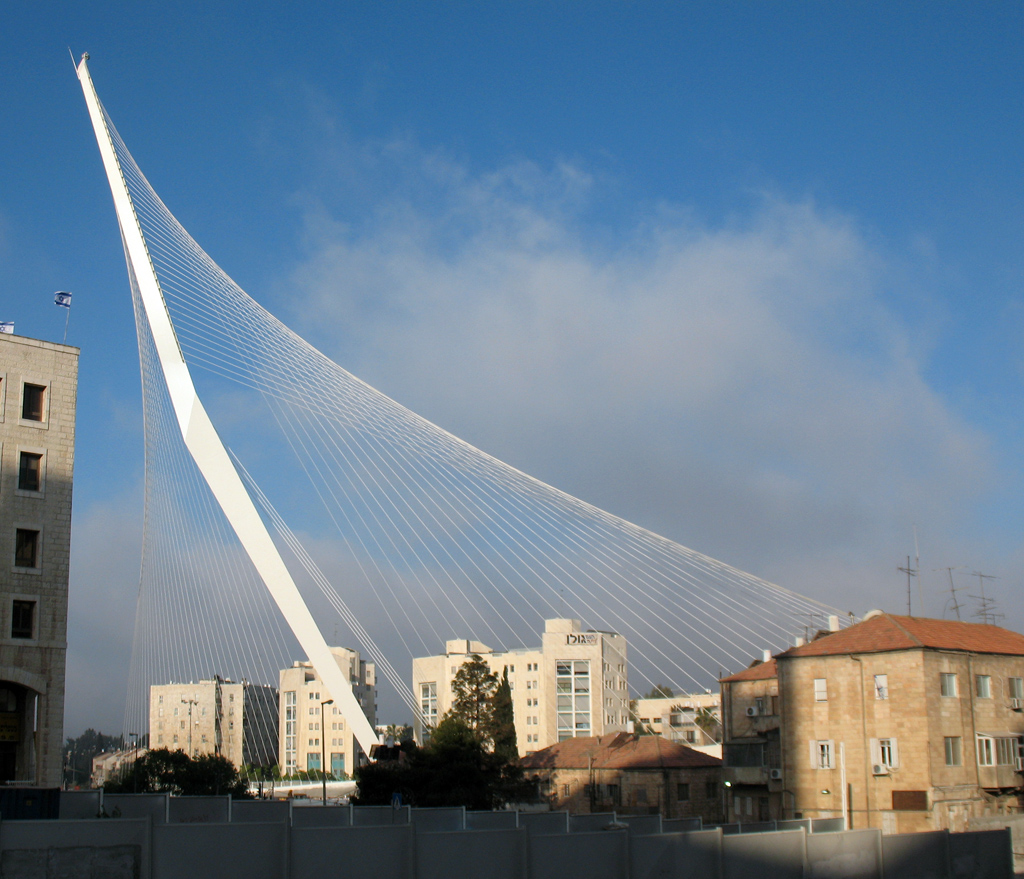
جسر الأوتار في القدس
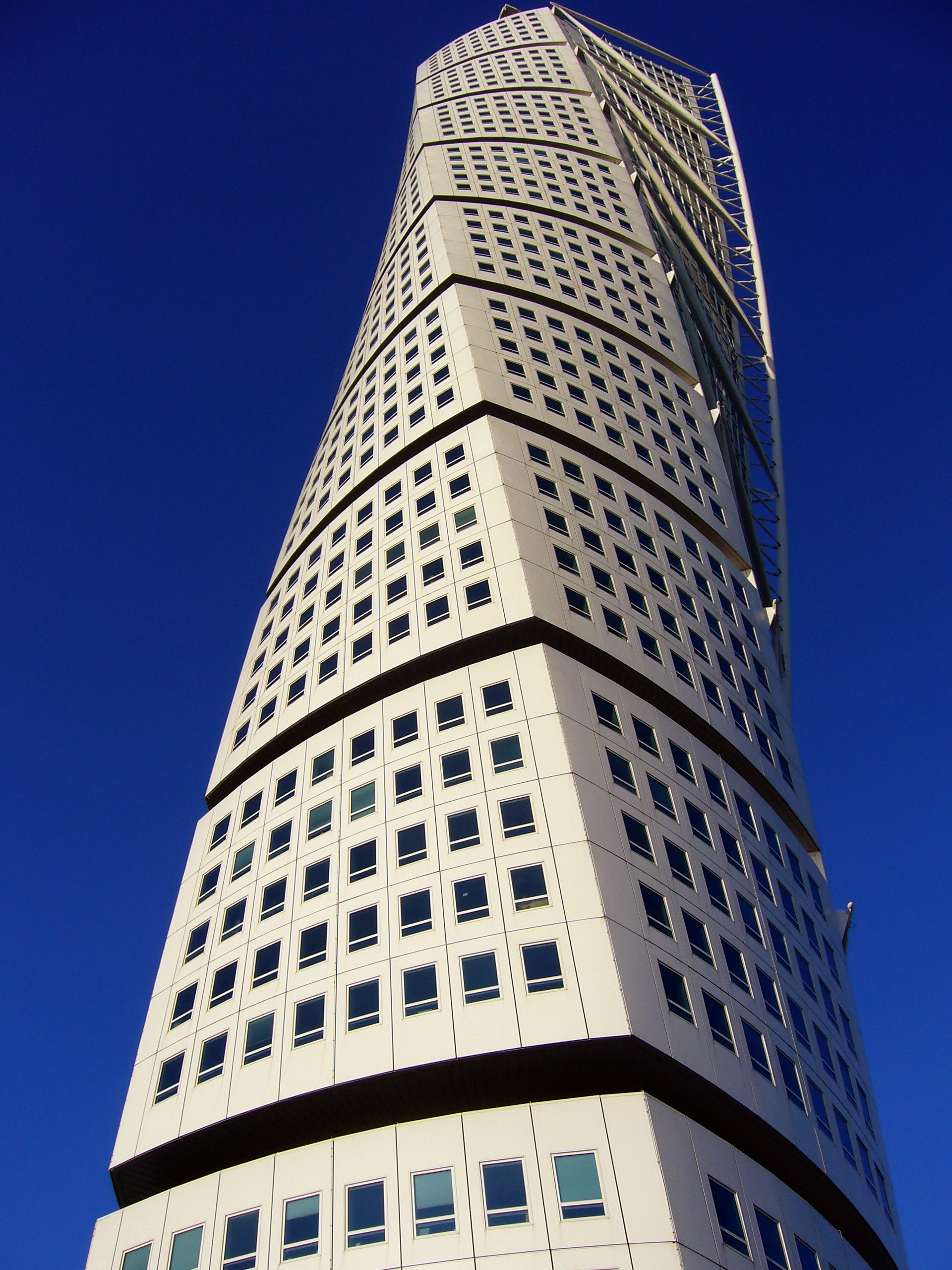
مبنى الجذع المتحول (Turning Torso)، السويد
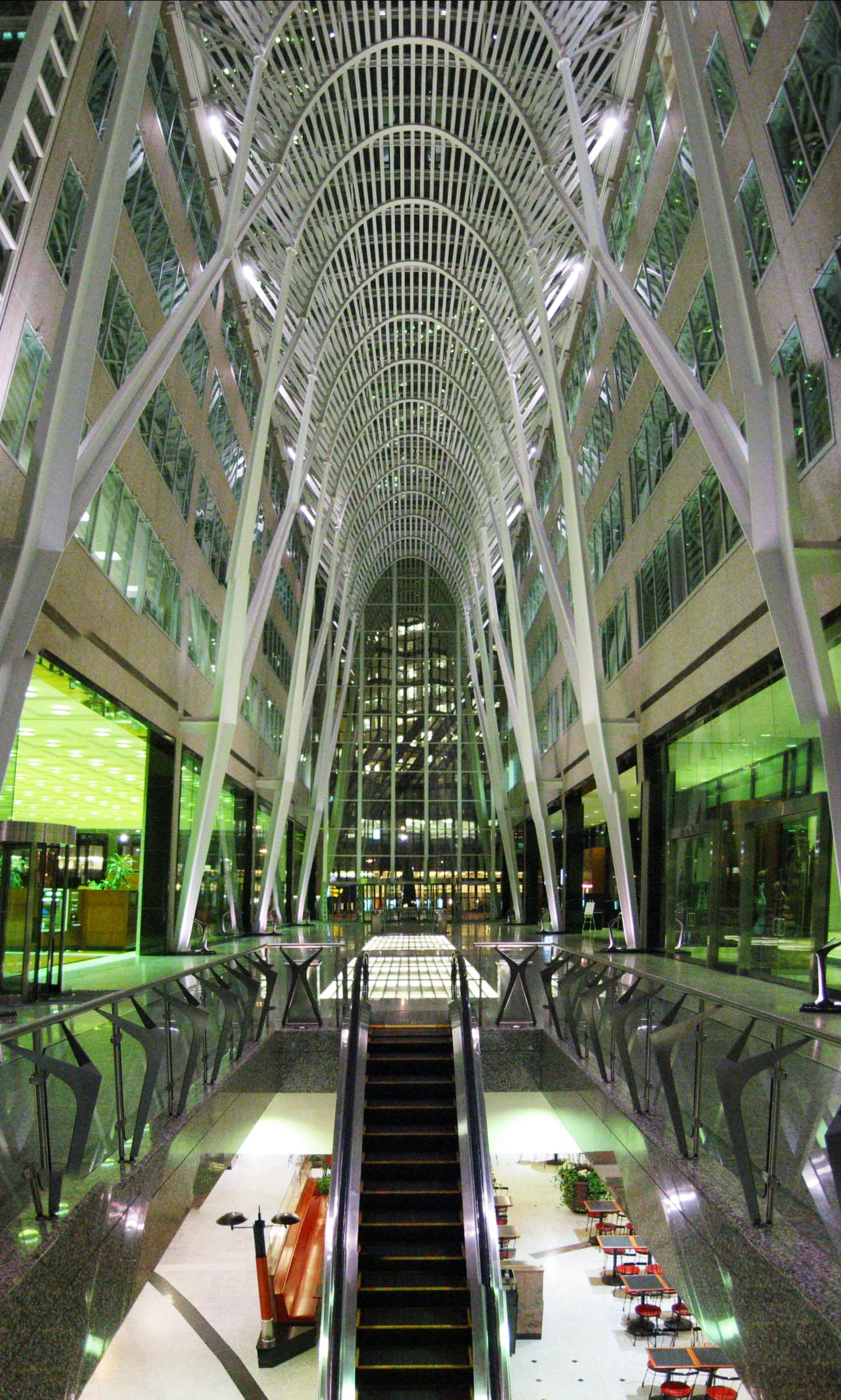
مبنى البنك المركزي الأوروبي (تورونتو)
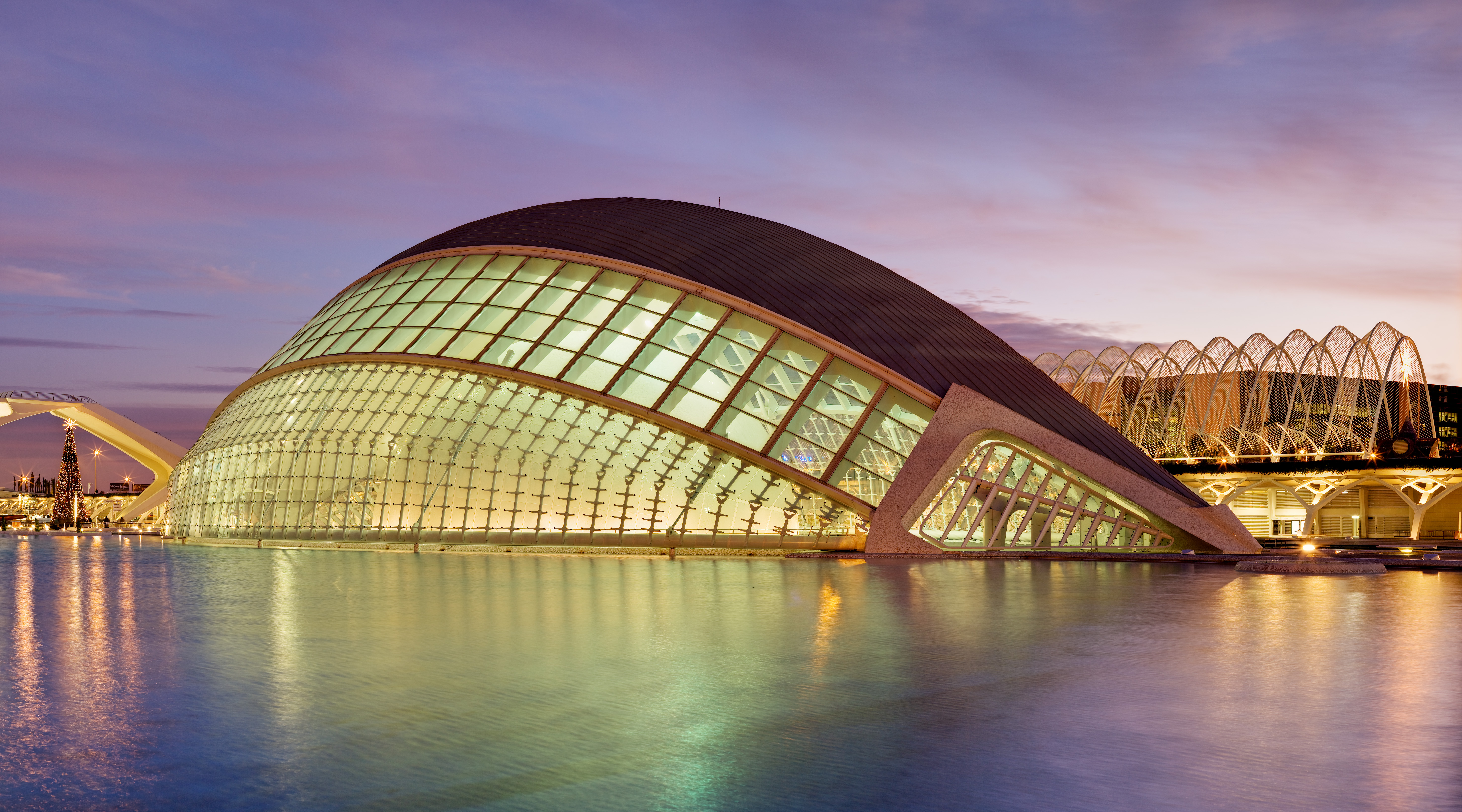
هيميسفيريك، بلنسية، إسبانيا
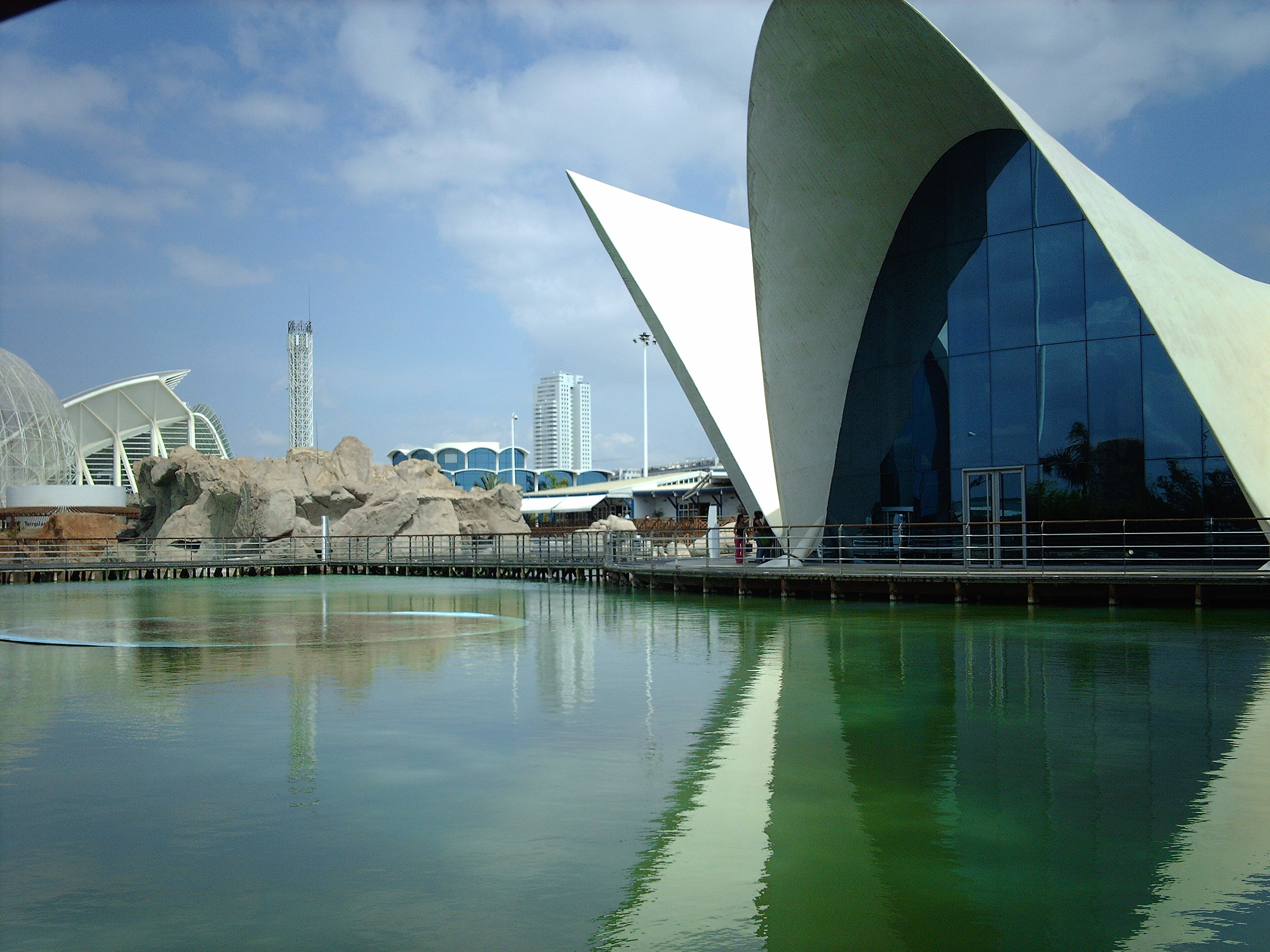
أوسيلنوغرافيك، بلنسية، إسبانيا
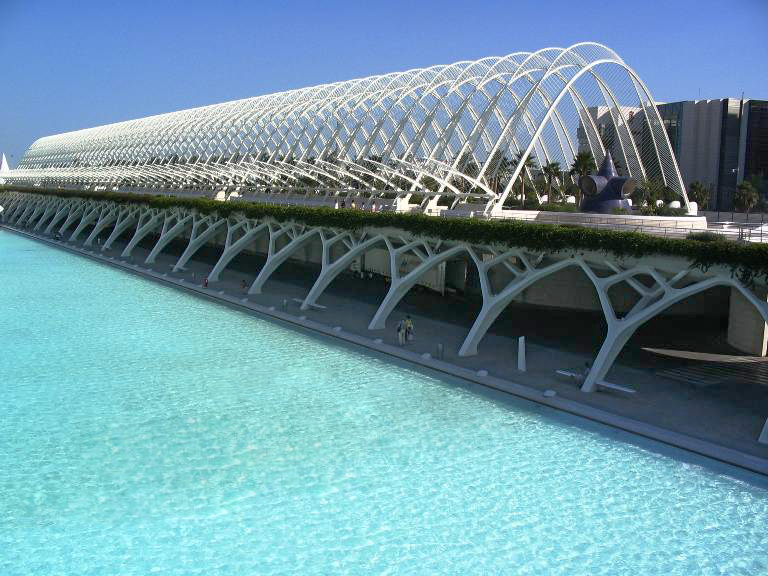
أومبركل، بلنسية، إسبانيا
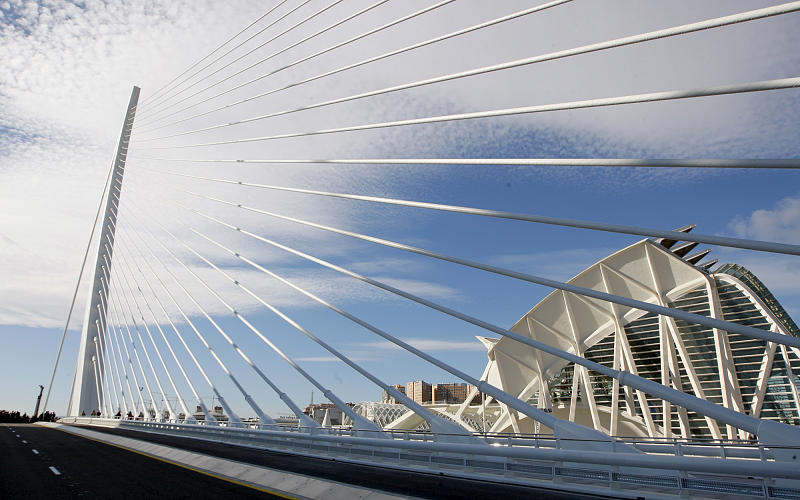
جسر أسوت دي أور بلنسية، إسبانيا

## وصلات خارجية
- سانتياغو كالاترافا على موقع الموسوعة البريطانية (الإنجليزية)
- سانتياغو كالاترافا على موقع مونزينجر (الألمانية)
- سانتياغو كالاترافا على موقع إن إن دي بي (الإنجليزية)

- (بالإنجليزية) الموقع الرسمي لسانتياغو كالاترافا
- (بالإنجليزية) أخبار عن سنتياغو كالاترافا
- (بالإنجليزية) الموقع غير الرسمي لسانتياغو كالاترافا نسخة محفوظة 8 أغسطس 2006 على موقع واي باك مشين.
- (بالإنجليزية) صحيفة النيووركر، 31 أكتوبر 2005، "النحات"
- (بالإنجليزية) صور لفن كالاترافا
- (بالإنجليزية) تصميم شارع كالاترافا في نيويورك
- (بالإسبانية) مسلة 120 متر في مدريد
- (بالإنجليزية) مقابلة ل CNN مع كالاترافا
- (بالإسبانية) مركز كونغرس (أوفيديو) في إسبانيا
- (بالإنجليزية) مدينة الفنون والعلوم
- (بالإنجليزية) هياكل كالاترافا